# Bernt Wallenstierna
Bernt Wallenstierna, född 29 augusti 1707 troligen i Åbo, död 10 juni 1772 i Stockholm, var en svensk friherre och militär.
Bernt Wallenstierna var son till hovrättsrådet Olof Wallenstierna och Agnes Margareta Ribe. Han började sin militära bana som volontär vid Livdragonregementet 1722, blev rustmästare vid Livgardet 1730 och furir där 1731. Vid polska tronföljdskrigets utbrott skyndade Wallenstierna liksom många yngre svenska militärer att frivilligt träda i Stanisław I Leszczyńskis tjänst, och han blev löjtnant vid dennes livdragonregemente 1733 och kapten där 1734. Vid hemkomsten blev Wallenstierna fänrik vid Livgardet 1735 och löjtnant 1741. Wallenstierna skaffade sig ytterligare krigserfarenheter genom att i fransk tjänst delta i österrikiska tronföljdskriget och tillhörde den franske marskalken Charles Louis Auguste Fouquet, hertig av Belle-Isles armé vid dess berömda återtåg från Prag 1742. Utnämnd till livdrabant 1745 bytte Wallenstierna samma år denna tjänst mot en majorspost vid Västmanlands regemente, där han 1747 blev överstelöjtnant. Efter att ha utnämnts till löjtnant vid Livdrabantkåren och överste i armén 1756 blev Wallenstierna kaptenlöjtnant i drabantkåren och generalmajor av kavalleriet 1762. Han förestod arméns pensionskassa 1763–1766 och upphöjdes 1766 till friherrligt stånd. Wallenstierna stod under 1760-talet hovet nära, och i de revolutionsplaner, som i samband med kungens nedläggande av regeringen 1768 uppgjordes från hovets sida, uppges Wallenstiernas uppgift ha varit att i spetsen för livdrabanterna arrestera rådet. Missbelåten på grund av uteblivna befordringar begärde Wallenstierna 1772 avsked. Han blev 1748 riddare och 1766 kommendör av Svärdsorden.